# Margalida Tous Binimelis
Margalida Tous Binimelis (Palma de Mallorca, 1984) es una poeta española.
Es licenciada en Filología Catalana por la Universidad de las Islas Baleares. Ha publicado artículos de literatura a revistas como Lluc y Cala Murta y algunos poemas a la revista S'Esclop. Ha participado en el congreso Joan Alcover, Miquel Costa y Llobera y los lenguajes estéticos de su tiempo, así como a las Jornadas de estudio sobre Baltasar Porcel. El 2009 participó al certamen poético Solstici d'estiu 2009 de la Fundación ACA, en representación de Mallorca.